# Sons and Daughters
Sons And Daughters – szkocki zespół muzyczny pochodzący z Glasgow grający folk i country. 

## Skład
- Adele Bethel – śpiew, gitara, fortepian
- David Gow – perkusja
- Ailidh Lennon – gitara basowa, fortepian, mandolina
- Scott Paterson – śpiew, gitara

## Dyskografia

### Albumy studyjne
- Love The Cup – (2004)
- The Repulsion Box – (2005)
- This Gift – (2008)
- Mirror Mirror – (2011)

### Single
| Rok  | Utwór               | UK Singles Chart | Album             |
| ---- | ------------------- | ---------------- | ----------------- |
| 2008 | Darling/This Gift   | 86               | This Gift         |
| 2007 | Gilt Complex        | -                | This Gift         |
| 2005 | Taste the Last Girl | 75               | The Repulsion Box |
| 2005 | Dance Me In         | 40               | The Repulsion Box |
| 2004 | Johnny Cash         | 68               | Love The Cup      |